# 文念志
文念志（1990年—），前香港大埔區議會（頌汀選區）區議員，區政聯盟成員。
2015年11月22日，文念志首次參與區議會選舉，在宏福選區以1,570票，不敵得2,120票的民建聯胡健民。
2019年11月24日，文念志參與區議會選舉，在頌汀選區以4,454票，擊敗得2,503票的民建聯譚榮勳，成功當選。
文念志自2024年起定居英國。

## 外部連結
- 文念志Facebook專頁 （页面存档备份，存于）